# Schubert Gyula (festő)
Schubert Gyula (Július; Pozsony, 1888. április 4. – Pozsony, 1947. december 31.) festőművész.

## Élete
Többgyermekes pozsonyi tanítócsaládból származott. Öccse Robert Schubert Weimarban alkotott, de 1915-ben elesett az első világháborúban.
1906–1911 között természetrajzot és földrajzot tanult a Budapesti Tudományegyetemen. 1911–1913 között nevelő és házitanító a grófi Hoyos családnál a Nagyalföldön, Fáspusztán. 1914-től az első világháború végéig frontkatona. 1919-1920-ban a budapesti Képzőművészeti Főiskolán tanult, mestere Réti István volt.
1920-tól haláláig Pozsonyban élt. 1926-ban egy évet töltött Párizsban.
1940-től utolsó elnöke volt a Pozsonyi Képzőművészeti Egyesületnek. Szakmai egyesületek tagja volt, rendszeresen részt vett azok kiállításain Komáromban és Pozsonyban. Előszeretettel festette Pozsonyt, ezen kívül főként portrékat. Csendéletet ritkán festett. Képeit a stilizáltság és a kultivált festőiség jellemzi.

## Művei
- 1937 Csallóközi táj
- 1941 Menyhei utcarészlet
- Édesanyám